# Фредерік (округ, Вірджинія)
Шаблон:StateAbbr_ 39°13′ пн. ш. 78°16′ зх. д. / 39.21° пн. ш. 78.26° зх. д.
Округ  Фредерік (англ. Frederick County) — округ (графство) у штаті  Вірджинія, США. Ідентифікатор округу 51069.

## Історія
Округ утворений 1743 року.

## Демографія
За даними перепису 2000 року загальне населення округу становило 59209 осіб, зокрема міського населення було 29974, а сільського — 29235. Серед мешканців округу чоловіків було 29620, а жінок — 29589. В окрузі було 22097 домогосподарств, 16718 родин, які мешкали в 23319 будинках. Середній розмір родини становив 3,02.
Віковий розподіл населення поданий у таблиці:
| Стать    | До 15 років | 15-21 | 22-29 | 30-39 | 40-49 | 50-65 | 65-85 | Понад 85 |
| -------- | ----------- | ----- | ----- | ----- | ----- | ----- | ----- | -------- |
| Чоловіки | 6825        | 2661  | 2529  | 5002  | 4952  | 4891  | 2578  | 182      |
| Жінки    | 6183        | 2419  | 2666  | 5032  | 4915  | 4831  | 3100  | 443      |

## Суміжні округи
- Морган, Західна Вірджинія — північ
- Берклі, Західна Вірджинія — північний схід
- Кларк — схід
- Воррен — південь
- Шенандоа — південний захід
- Гарді, Західна Вірджинія — південний захід
- Гемпшир, Західна Вірджинія — захід
- Вінчестер — анклав

## Виноски
1. ↑  U.S. Decennial Census. United States Census Bureau. Архів оригіналу за 26 квітня 2015. Процитовано 2 січня 2014.
2. ↑  Historical Census Browser. University of Virginia Library. Архів оригіналу за 12 грудня 2009. Процитовано 2 січня 2014.
3. ↑  Population of Counties by Decennial Census: 1900 to 1990. United States Census Bureau. Процитовано 2 січня 2014.
4. ↑  Census 2000 PHC-T-4. Ranking Tables for Counties: 1990 and 2000 (PDF). United States Census Bureau. Процитовано 2 січня 2014.
5. ↑  American FactFinder. Бюро перепису населення США. Архів оригіналу за 26 лютого 2012. Процитовано 31 січня 2008. [Архівовано 2008-05-21 у Wayback Machine.]

| США | Це незавершена стаття з географії США. Ви можете допомогти проєкту, виправивши або дописавши її. |